# بخش فورشاگا
بخش فورشاگا (به سوئدی: Forshaga kommun) یک ناحیه شهری در سوئد است که در شهرستان ورملاند واقع شده‌است.